# Skirtotymia
Skirtotymia, inaczej typ histeroidalny – typ temperamentu opracowany przez polskiego psychiatrę Eugeniusza Brzezickiego jako uzupełnienie teorii konstytucjonalizmu Kretschmera. Jest to typ zbliżony do histeryka. Koncepcja skirtotymika została zawarta w dziele O potrzebie rozszerzenia typologii Kretschmera.